# Бухал Іван Васильович
Іва́н Васи́льович Бухал — український господарник, голова виконкому Хмельницької міської ради народних депутатів (1980—1990), почесний голова Хмельницького.

## Життєпис
Народився в селі Дударків Бориспільського району, де закінчив середню школу. Вирушив працювати на Донбас, був у місті Дружківка, згодом переїхав до Горлівки, потім до Макіївки — працював на металургійному заводі ім. Кірова. 1958 року призваний до лав Радянської Армії, був спрямований до Угорщини. 3 місяці новобранці жили у вагонах в місті Хмельницький. Через політичне рішення потяг в Угорщину не пішов, Іван Бухал продовжив службу у танковому училищі.
Демобілізувавшись, у 1961—1963 роках працював помічником машиніста паровоза, станція Гречани, протягом 1963-1967-х пройшов шлях від муляра до економіста Хмельницького будуправління № 1.
1967 року закінчив Одеський інженерно-будівельний інститут.
У 1974—1979 роках очолював Хмельницький обком профспілки працівників будівництва та промисловості будівельних матеріалів.
1979 року обраний першим заступником голови, 1980–го — головою виконкому Хмельницької міської ради народних депутатів. Посаду голови виконкому займав до 1990 року, обирався депутатом міської та обласної рад. Згодом певний час жив у Югославії, де придбав квартиру та розпочав бізнес. Коли почалися військові дії, все продав та повернувся.
Депутат Хмельницької міської ради 5-го та 6-го скликань (фракція «Батьківщина»), очолює постійну комісію з питань містобудування, земельних відносин та охорони навколишнього природного середовища.
За перебування Івана Бухала при кермі міста проводилися роботи з будівництва музично-драматичного театру, органного залу філармонії, лікарень, поліклінік та шкіл, лікарень, об'єктів соціальної інфраструктури.
2011 року був одним із ініціаторів встановлення на майдані Незалежності скульптурної композиції «Пісні землі Подільської» (також звуть «Віра. Надія. Любов»).
Нагороджений грамотою Президії Верховної Ради УРСР (1968), медаллю «За доблесну працю» (1970), орденом «Дружби народів» (1986), Почесною відзнакою Хмельницької міської ради (2011), почесний громадянин Хмельницького (2004).